# Diaphanodon procumbens
Diaphanodon procumbens là một loài rêu trong họ Trachypodaceae. Loài này được (Müll. Hal.) Renauld & Cardot mô tả khoa học đầu tiên năm 1900.